# سوگی‌یاما ۲۹۶۲۴
سیارک ۲۹۶۲۴ (به انگلیسی: 29624 Sugiyama، نامگذاری:1998TA) بیست و نه هزار و ششصد و بیست و چهارمین سیارک کشف شده‌است که در ۲ اکتبر ۱۹۹۸ کشف شد.